# Forța Gideon
Forța Gideon a fost o forță regulată africană condusă de ofițeri britanici, care a acționat ca un corp de elită în cadrul forțelor patriotice etiopiene, implicate în luptele din timpul celui de-al doilea război mondial, împotriva ocupanților italieni. Creatorul și conducătorul acestei forțe a fost maiorul Orde Wingate. 